# Robert Zydel
Robert Zydel (ur. w 1976 w Warszawie) – polski etnograf, badacz rynku, pracownik reklamy. Dyrektor Państwowego Muzeum Etnograficznego w Warszawie w latach 2021–2023. Pomysłodawca Wiślanej Ekspedycji Etnograficznej. Dyrektor Fabryki Czekolady E.Wedel w Warszawie od 2023. Wprowadził w muzeum nową politykę zwiedzania, otwierając muzeum także na zwierzęta.

## Kariera
W latach 2014–2020 pracował w Urzędzie m. st. Warszawy, gdzie kierował Biurem Marketingu Miasta. Był odpowiedzialny m.in. za kampanie zachęcające do płacenia podatku PIT w Warszawie, a także koordynowanie Nocy Muzeów. Juror w konkursie efektywności marketingowej Effie Awards (m.in. 2016, 2020 i 2023). Członek zarządu Polskiego Towarzystwa Badaczy Rynku i Opinii w latach 2020–2022. Był członkiem Rady Muzeum przy Muzeum Literatury im. Adama Mickiewicza w Warszawie w latach 2021-2024.  

## Obszar zainteresowań i badań
Jeden z prekursorów wykorzystywania technik etnograficznych w badaniach marketingowych. Specjalizował się w badaniach stylów życia młodzieży, a także ewaluacji imprez masowych. Prowadził zajęcia z badań rynkowych.

## Publikacje (wybór)
- Malarz nad malarzami : Nikifor w kolekcji Państwowego Muzeum Etnograficznego w Warszawie (autor i redakcja tekstu), 2022[17]
- Bojarska K., Kącka E., Zydel R., Szerszeń T., Przeciwko ostrości widzenia. O „Wszystkich wojnach świata” Tomasza Szerszenia, Konteksty. Polska Sztuka Ludowa, 2021/4, s. 184[18]
- P. Cichocki, T. Jędrkiewicz, R. Zydel, Etnografia wirtualna, [w:] Badania jakościowe. Metody i narzędzia. Tom 2, red. D. Jemielniak, Warszawa 2012, s. 203-222[19].
- R. Zydel, Pornografia przemocy [w:] Społeczne zmagania ze sportem. Poznań 2011, s. 141-151[20].
- R. Zydel, 2010, Młodzi w krzywym zwierciadle, Harvard Business Review Polska, nr 10, s. 65[21].

## Odznaczenia
- Złoty Krzyż Zasługi w 2020 za promowanie obchodów powstania warszawskiego[22]